# 衣川村
衣川村（ころもがわむら）は、岩手県の南に位置していた村。
1889年（明治22年）4月1日の町村制以降一度も合併せず117年間単独村制を継続していたが、2006年（平成18年）2月20日，水沢市、江刺市、胆沢郡前沢町、胆沢町と合併して奥州市となり消滅した。
平安時代の豪族安倍氏が拠点を構えた地•みちのくの歌枕の地として知られる。
現在は奥州市の南西部を占める。

## 地理
- 山：大森山
- 河川：衣川

## 歴史

### 地名の由来
衣川の名称は、高檜能山五輪上の谷に天女が舞い降りて、天の羽衣を乾かしたという伝説に由来するという。
正式には「ころもがわ」と読むが、奥州市やその周辺の地元住民は「ころもかわ」と、濁点を抜いて呼ぶのが通例。

### 沿革
- 1889年（明治22年）4月1日 - 町村制が施行され、上衣川村と下衣川村が合併して胆沢郡衣川村が成立。
- 2006年（平成18年）2月20日 - 水沢市、江刺市、胆沢郡前沢町、胆沢町と合併し、奥州市となる。

### 地名
- 愛宕下
- 天田
- 天土
- 有浦
- 池田
- 池田西
- 石ヶ沢
- 石神
- 石生
- 板倉
- 一本木東
- 岩の上
- 後滝の沢
- 後山
- 畦畑
- 畦畑山
- 采女沢
- 姥神谷起
- 上野
- 雲南田
- 雲南田向
- 大石ヶ沢
- 大坂
- 大平
- 大面
- 大西
- 大原
- 大原山
- 荻ヶ袋
- 沖田
- 沖の野
- 押切
- 表
- 女石
- 懸田
- 壁ヶ沢
- 上大森
- 上河内
- 上川原
- 上小路
- 上立沢
- 上寺田
- 唐金
- 川端
- 金成
- 北沢
- 衣原
- 旧殿
- 国見
- 窪田
- 鞍掛
- 九輪堂
- 桑木谷地
- 桑畑
- 小安代
- 小田
- 小成沢
- 小林
- 小林山
- 小正板
- 駒場
- 小水沢
- 桜瀬
- 沢田
- 清水の上
- 下大森
- 下河内
- 下立沢
- 下寺田
- 十一ケ銘
- 菖蒲平
- 陣場下
- 杉野
- 杉林
- 杉谷起
- 堰下
- 関袋
- 関谷起
- 瀬原
- 瀬原西浦
- 噌味
- 外の沢
- 鷹の巣
- 高保呂
- 竹の中
- 館城
- 田中
- 田中西
- 長塚
- 土屋
- 土屋谷起
- 寺袋
- 寺袋谷起
- 徳沢
- 富沢
- 富田
- 富田前
- 豊巻
- 長板沢
- 中河内
- 中島
- 中の沢
- 長袋
- 長嚢
- 中屋敷
- 中山
- 夏秋
- 夏梨
- 七日市場
- 並木前
- 楢原
- 楢原山
- 西風山
- 苗代沢
- 西裏
- 西窪
- 沼野
- 野崎
- 除
- 野田
- 野田東
- 能登屋敷
- 八千
- 張山
- 東裏
- 日向
- 桧山沢
- 桧山沢山
- 平
- 深沢
- 舟窪
- 古館
- 古戸
- 宝塔谷地
- 星屋
- 細田
- 細畑
- 本田原
- 真打
- 前滝の沢
- 馬懸
- 正板
- 増沢
- 松下
- 松林
- 六日市場
- 向
- 向館
- 向館谷起
- 室の木
- 百ヶ袋
- 餅転
- 本巻
- 山岸
- 山岸前
- 山口
- 山田
- 横道下
- 葭ヶ沢
- 六道

## 行政
- 最後の村長：佐々木秀康（ささき ひでやす・1987年4月30日就任）

## 教育
- 衣川村立衣川小学校
- 衣川村立衣里小学校
- 衣川村立衣川中学校

## 交通

### 鉄道
町内を鉄道路線は通っていない。鉄道を利用する場合の最寄り駅は、JR東日本東北本線平泉駅か前沢駅。
なお、1945年から1966年まで東北本線平泉駅と前沢駅の間に衣川信号場が存在したが、場所は当時の衣川村ではなかった。

### 道路
- 一般国道
  - 国道4号
- 主要地方道
  - 岩手県道37号花巻衣川線
  - 宮城県道・岩手県道49号栗駒衣川線
- 一般県道
  - 岩手県道236号衣川水沢線
  - 岩手県道283号衣川前沢線

## 出身人物
- 桂枝太郎 (3代目) - 落語家